# Francisco Bibiano de Castro
Francisco Bibiano de Castro (1789 — 1851) foi um político brasileiro.
Foi presidente das províncias do Maranhão, de 3 de maio de 1837 a 3 de março de 1838.